# Dmitri Igorewitsch Klopow
Dmitri Igorewitsch Klopow (russisch Дмитрий Игоревич Клопов; * 7. Oktober 1989 in Gorki, Russische SFSR) ist ein russischer Eishockeyspieler, der zuletzt bei Amur Chabarowsk aus der Kontinentalen Hockey-Liga unter Vertrag stand.

## Karriere
Dmitri Klopow begann seine Karriere als Eishockeyspieler in seiner Heimatstadt in der Nachwuchsabteilung von Torpedo Nischni Nowgorod, für dessen Profimannschaft er in der Saison 2005/06 sein Debüt in der Wysschaja Liga, der zweiten russischen Spielklasse, gab, nachdem er zuvor im Laufe der Spielzeit für Torpedos zweite Mannschaft in der drittklassigen Perwaja Liga in 57 Spielen 48 Scorerpunkte, davon 22 Tore, erzielte. In der Saison 2006/07 setzte sich der Flügelspieler in der Profimannschaft von Torpedo Nischni Nowgorod durch und stieg mit seiner Mannschaft als Zweitligameister in die Superliga auf. In der Saison 2007/08 erzielte er in dieser in 40 Spielen acht Tore und gab vier Vorlagen.
Seit der Saison 2009/10 steht Klopow für Torpedo Nischni Nowgorod in der neu gegründeten Kontinentalen Hockey-Liga auf dem Eis. Von 2009 bis 2011 spielte er zudem für die Juniorenmannschaft seines Vereins in der multinationalen Nachwuchsliga Molodjoschnaja Chokkeinaja Liga und in der Saison 2010/11 verbrachte er den Großteil der Spielzeit beim HK Sarow in der neuen zweiten Spielklasse, der Wysschaja Hockey-Liga. Für Sarow erzielte er in 43 Spielen 26 Scorerpunkte, davon 15 Tore.
In der Saison 2012/13 stand Klopow bei Lokomotive Jaroslawl unter Vertrag und spielte für die zweite Mannschaft in der Wysschaja Hockey-Liga. Anschließend kehrte er zum HK Sarow zurück.
Zwischen 2015 und 2017 spielte Klopow bei Rubin Tjumen, ebenfalls in der zweiten Spielklasse.

### International
Für Russland nahm Klopow an der U20-Junioren-Weltmeisterschaft 2009 teil, bei der er mit seiner Mannschaft die Bronzemedaille gewann. Zu diesem Erfolg trug er mit fünf Toren und zwei Vorlagen in sieben Spielen bei.

## Erfolge und Auszeichnungen
- 2007 Meister der Wysschaja Liga und Aufstieg in die Superliga mit Torpedo Nischni Nowgorod
- 2009 Bronzemedaille bei der U20-Junioren-Weltmeisterschaft

## Karrierestatistik

### International
(Legende zur Spielerstatistik: Sp oder GP = absolvierte Spiele; T oder G = erzielte Tore; V oder A = erzielte Assists; Pkt oder Pts = erzielte Scorerpunkte; SM oder PIM = erhaltene Strafminuten; +/− = Plus/Minus-Bilanz; PP = erzielte Überzahltore; SH = erzielte Unterzahltore; GW = erzielte Siegtore; 1 Play-downs/Relegation; Kursiv: Statistik nicht vollständig)